# Cuentos y cuentistas. El canon del cuento
Cuentos y cuentistas. El canon del cuento (título original: Short Story Writers and Short Stories) es un libro de crítica literaria del escritor norteamericano Harold Bloom, publicado por primera vez en inglés en 2005. Bloom recoge en este volumen, fruto de veinte años de trabajo, sus trabajos de crítica literaria dedicados al cuento. No se limita a facilitarnos una lista, una colección de sus cuentistas favoritos, sino que aporta jugosas reflexiones sobre la narrativa breve, su dinámica interna propia y única, y su naturaleza ambigua como género independiente de la épica, de la novela o de la poesía. Señala, en este sentido, la dificultad que siempre ha tenido el cuento para alzarse como un género definible. 
Los 39 cuentistas escogidos, tan distintos, responden no obstante a un patrón común que los hermana; aunque sus cuentos son muy distintos, todos se basan en una de estas dos tradiciones: la de Antón Chéjov, por un lado, o la de Edgar Allan Poe, Franz Kafka y Jorge Luis Borges, por otro. La ambigüedad del género cuento quizá nunca se resuelva, pero siempre habrá diálogos internos entre unos cuentistas y otros, de tal manera que, sostiene Bloom, “los cuentos se relacionen los unos con los otros como milagros”.
En castellano ha sido publicado por Páginas de Espuma (trad. Tomás Cuadrado Pescador), Madrid, 2009.

## Índice de cuentistas
1. Alexander Pushkin (1799-1837)
2. Nathaniel Hawthorne (1804-1864) 
3. Hans Christian Andersen (1805-1875) 
4. Edgar Allan Poe (1809-1849)
5. Nikolái Gógol (1809-1852)
6. Iván Turgueniev (1818-1883) 
7. Herman Melville (1819-1891) 
8. Lewis Carroll (1832-1898) 
9. Mark Twain (1835-1910) 
10. Henry James (1843-1916)
11. Guy de Maupassant (1850-1893)
12. Joseph Conrad (1857-1924)
13. Antón Chéjov (1860-1904)
14. O. Henry (1862-1910)
15. Rudyard Kipling (1865-1936)
16. Thomas Mann (1875-1955)
17. Jack London (1876-1916)
18. Sherwood Anderson (1876-1941)
19. Stephen Crane (1879-1900) 
20. James Joyce (1882-1941)
21. Franz Kafka (1883-1924)
22. D. H. Lawrence (1885-1930)
23. Katherine Anne Porter (1890-1980)
24. Isaac Babel (1894-1940)
25. F. Scott Fitzgerald (1896-1940) 
26. William Faulkner (1897-1962)
27. Ernest Hemingway (1899-1961)
28. Jorge Luis Borges (1899-1986)
29. Roberto Arlt (1900-1942)
30. John Steinbeck (1902-1968)
31. Eudora Welty (1909-2001)
32. John Cheever (1912-1982)
33. Julio Cortázar (1914-1984)
34. Adolfo Bioy Casares (1914-1999)
35. Shirley Jackson (1919-1965)
36. J. D. Salinger (1919-2010)
37. Italo Calvino (1923-1985)
38. Flannery O'Connor (1925-1964)
39. Haroldo Conti (1925-1976)
40. Cynthia Ozick (1928-)
41. Julio Ramón Ribeyro (1929-1994)
42. John Updike (1932-2009)
43. Raymond Carver (1938-1988)
44. Richard Ford (1944-)
45. Tobias Wolff (1945-)
- Datos: Q5793834